# Bisdom Cachoeira do Sul
Het bisdom Cachoeira do Sul (Latijn: Dioecesis Cachoëirensis Australis) is een rooms-katholiek bisdom met als zetel Cachoeira do Sul, in Brazilië. Het bisdom is suffragaan aan het aartsbisdom Santa Maria.

## Geschiedenis
Het bisdom werd opgericht op 17 juli 1991, uit delen van het bisdom Santa Maria, en was suffragaan aan het aartsbisdom Porto Alegre. Op 13 april 2011 veranderde het van kerkprovincie en werd suffragaan aan het nieuw verheven aartsbisdom Santa Maria. 

## Parochies
Het bisdom had in 2021 een oppervlakte van 10.730 km2 en telde 244.600 inwoners waarvan 73,6% rooms-katholiek was.

## Bisschoppen
- Ângelo Domingos Salvador (17 Jul 1991 - 26 May 1999)
- Irineu Silvio Wilges (14 Jun 2000 - 28 Dec 2011)
- Remídio José Bohn (28 Dec 2011  - 6 Jan 2018)
- Edson Batista de Mello (22 May 2019 - heden)

Santa Maria (aartsbisdom) · Cachoeira do Sul · Cruz Alta · Santa Cruz do Sul · Santo Ângelo · Uruguaiana